# L'Homme qui flottait dans le temps
L'Homme qui flottait dans le temps (titre original : The Man who floated in Time) est une nouvelle de science-fiction de Robert Silverberg.

## Publications

### Publications aux États-Unis
La nouvelle est parue en 1982 dans Speculations (en).
Elle a ensuite été régulièrement rééditée dans divers recueils de Robert Silverberg et diverses anthologies.

### Publications en France
La nouvelle est notamment publiée en France en juillet-août 1981 dans Bientôt n°4.
Puis elle est parue dans L'Année 1981-1982 de la Science-Fiction et du Fantastique, avec une traduction d’Iawa Tate, éditions Julliard, mai 1982  (ISBN 2-260-00293-5).
Elle est enfin publiée en avril 2003 dans l'anthologie Voile vers Byzance, avec une traduction de Jacques Chambon ; il y a eu une nouvelle édition en livre de poche chez J'ai lu en décembre 2005. La nouvelle est donc l'une des 124 « meilleures nouvelles » de Silverberg sélectionnées pour l'ensemble de recueils Nouvelles au fil du temps, dont Voile vers Byzance est le troisième tome.

### Publications dans d'autres pays
La nouvelle a aussi été publiée :
- en allemand, sous le titre Der Mann, der in der Zeit schwebte en 1984[4] puis sous le titre Der Mann, der in der Zeit trieb en 1986[5] ;
- en italien, sous le titre L'uomo Che Volava Nel Tempo[6] (1988).

## Résumé
Le narrateur fait la connaissance d'un homme qui affirme être un voyageur temporel. Celui-ci lui raconte ses voyages, qu'il réalise par la seule concentration de son esprit. Il a déjà visité des centaines d'endroits différents, en des centaines d'époques diverses. Le narrateur et le « voyageur temporel » ont cinq longues conversations ensemble. À la fin de la nouvelle, l’homme demande au narrateur s'il accepterait qu'il lui enseigne sa méthode. Le narrateur, après réflexion, refuse : sa vie est suffisamment ordonnée et il ne ressent nul besoin de voyager dans le temps, à supposer que cela soit possible et ne soit pas un immense canular de son interlocuteur. Les deux hommes se séparent. 
Quelques semaines plus tard, le narrateur apprend que l'homme en question est décédé de mort naturelle. Le narrateur regrette alors de ne pas avoir appris la « méthode » du voyageur temporel : qui sait s'il ne lui aurait pas révélé une information qui aurait changé sa vie ? Plusieurs jours après, il apprend que l’homme a laissé à son intention un courrier scellé. Il reçoit ce courrier, et lit la missive d'accompagnement : l’homme a mis par écrit sa méthode et la lui remet, au cas où il souhaiterait voyager dans le temps. 
Le narrateur hésite, mais n'ouvre pas le courrier scellé. Aujourd'hui il ne ressent pas l’envie de voyager dans le temps, mais qui sait, peut-être un jour le désir de changer de vie et de découvrir d'autres lieux, d'autres époques, naîtra-t-il en lui ?